# Myriam Legault
Pour les articles homonymes, voir Lonergan.
Originaire de Sudbury (Ontario), Myriam Legault est une écrivaine franco-ontarienne.

## Biographie
Elle a fait un baccalauréat en Lettres françaises à l'Université d'Ottawa.
Alors qu'elle avait à peine 23 ans, elle publie le recueil de poésie À la mauvaise herbe. 
En 2006, elle publie À grandes gorgées de poussière, son premier roman, pour la rédaction duquel elle a obtenu une bourse de la Ville d'Ottawa. Il s'agit d'un roman initiatique qui met en scène deux adolescentes cherchant à échapper à l'ennui : « Martine étouffe dans son village et ne rêve que d’une chose: s’évader vers Montréal. Arrive alors Nadine, citadine de la ville mythique, véritable catalyseur d’émotions chez Martine et de bouleversements dans la relation que cette dernière entretient depuis toujours avec Antoine. » Une critique a souligné « une écriture directe, propre au crû adolescent, des phrases courtes, pas de mot de transition, à l’image de l’adolescente: des jets émotionnels ». Ce livre a obtenu le Prix Littérature éclairée du Nord décerné par le Regroupement des éditeurs franco-canadiens.

## Publications

### Récit poétique
- 1999 : À la mauvaise herbe, Éditions Prise de parole, Sudbury, 63 p.

### Roman
- 2006 : À grandes gorgées de poussière, Éditions Prise de parole, Prix Littérature éclairée du Nord, 159 p.